# Neufchâteau (Franciaország)
Neufchâteau község Franciaországban, Vosges megyében. Lakosainak száma 6813 fő (2022. január 1.). Neufchâteau Coussey, Rebeuville, Vouxey, Certilleux, Bazoilles-sur-Meuse, Fréville, Barville, Circourt-sur-Mouzon, Mont-lès-Neufchâteau, Soulosse-sous-Saint-Élophe, Rouvres-la-Chétive és Frebécourt községekkel határos.
Új községként 2025. január 1-jén jött létre, amikor a korábbi Neufchâteau község és Rollainville korábbi község egyesült.

## Népesség
A település népességének változása:

| 2021 | 6 894 |
| 2022 | 6 813 |

## Híres szülöttei
- Jean-Claude Lemoult (1960) olimpiai bajnok francia labdarúgó